# Лижне двоборство на зимових Олімпійських іграх 1956
Змагання з лижного двоборства на зимових Олімпійських іграх 1956 відбулися 29-31 січня. Розіграно один комплект нагород. У рамках змагань стрибки з трампліна відбулися на Трамполіно Олімпіко, а лижні перегони - на лижному стадіоні Стадіо делле неве в містечку Кортіна-д'Ампеццо (Італія).

## Чемпіони та призери

### Таблиця медалей
| Місце              | Країна             | Золото | Срібло | Бронза | Загалом |
| ------------------ | ------------------ | ------ | ------ | ------ | ------- |
| 1                  | Норвегія           | 1      | 0      | 0      | 1       |
| 2                  | Швеція             | 0      | 1      | 0      | 1       |
| 3                  | Польща             | 0      | 0      | 1      | 1       |
| Загалом (3 збірні) | Загалом (3 збірні) | 1      | 1      | 1      | 3       |

### Види програми
| Дисципліна             | Золото                      | Золото | Срібло                  | Срібло | Бронза                             | Бронза |
| ---------------------- | --------------------------- | ------ | ----------------------- | ------ | ---------------------------------- | ------ |
| Індивідуальні змагання | Сверре Стенерсен · Норвегія | 455,00 | Бенґт Ерікссон · Швеція | 437,40 | Францішек Гонсениця Ґронь · Польща | 436,80 |

## Країни-учасниці
У змаганнях з лижного двоборства на Олімпійських іграх у Кортіна-д'Ампеццо взяли участь спортсмени 12-ти країн. СРСР дебютував у цьому виді програми.
- Австрія (3)
- Канада (1)
- Фінляндія (3)
- Об'єднана німецька команда (4)
- Італія (3)
- Японія (2)
- Норвегія (4)
- Польща (4)
- Швеція (1)
- Чехословаччина (3)
- СРСР (4)
- США (4)